# Папский двор
Папский двор — ближайшее окружение римского понтифика. Папский двор был двором знати папы римского. Он был эффективным аппаратом, сформированным разными сановниками различных санов и рангов в пределах Апостольского дворца, чтобы выполнять отдельные религиозные церемонии и светские функции. Это именно все, те кто работают для Святого Престола, но особенно кто занимает посты особо близкие к персоне римского папы и принадлежащие к высшим рангам Папских Вооруженных Сил. Двор был организован в двух органах — Папская капелла (помогающая в функциях папы римского как духовного главы церкви, особенно в религиозных церемониях) и Папская Фамилья или Дом (помогающая в его функциях суверена и главы государства). 28 марта 1968, после обнародования motu proprio Pontificalis Domus, папа римский Павел VI упразднил его светские учреждения, но продолжил придворные функции в новой Префектуре Папского Дома, издав новое постановление в это же самое время.

## История
Создан по образу монархических дворов Европы. Папский двор начинает формироваться ещё в период раннего Средневековья. Первоначальная это была канцелярия папы римского, палатинские дьяконы и т. д.
С появлением Папского государства, двор начинает принимать черты свойственные монархическому двору. Папский двор и Римская курия это пожалуй синонимы, но где то с позднего Средневековья, с папства эпохи Возрождения, двор становится очень пышным, появляются многочисленные придворные, как духовного, так и светского сана.
Примерно с XVI века Папский двор принимает форму, в которой он просуществовал почти без изменений до конца Папского государства. Папский двор был значительно потрепан в эпоху Наполеоновских войн, когда было ликвидировано Папское государство, но затем его пышность была восстановлена.
Когда была ликвидирована Папская область и папа Пий IX лишен светской власти, Папский двор оставался без изменений. Такое же состояние сохранилось и при папе Льве XIII который полностью сохранил структуру двора своего предшественника.
Однако в избранием на Папский трон Пия X все изменилось. В 1908 Пий X проводит реформу курии, который и затрагивает Папский двор. Пышность и великолепия двора сохраняются, а вот численность существенным образом сокращается, что позволяет серьёзно оздоровить финансы, так как содержание двора требовало больших затрат.
Папский двор с ренессансной пышностью сохраняется вплоть до Павла VI, однако папа Павел VI предпринимает серьёзные реформы Папского двора, упразднив множество придворных должностей и служб, упростив быт и церемониал Папского двора.
На сегодняшний день Папский двор существует, только под названием Папский дом, и руководит этим двором Префектура Папского Дома.

## Папская Капелла
Сформированная из духовенства различных степеней и рангов, каждый обозначен своими литургическими предметами одежды согласно рангу. Как во всех кафедральных соборах и коллегиатских церквях, Божественная Служба проводилась ежедневно при Папском дворе. Обычная Служба проводилась в Сикстинской капелле, пока наиболее торжественные церемонии проводились в частной капелле папы римского (то есть соборе Святого Петра, скорее чем в соборе Святого Иоанна Латеранского, который был и его кафедральным собором). В Капелле мы должны различить между священниками и служащими с одной стороны, и сановниками, коллегиями и чиновниками, которые помогали в церемониях с другой.

## Состав Папского двора
Состав придворного штата папы римского образовывался из чинов духовных и светских. К духовным придворным чинам принадлежат дворцовые кардиналы (протодатарий, секретарь по выдаче бреве, секретарь по приему прошений, статс-секретарь) и дворцовые прелаты (обергофмейстер и префект дворца, верховный камерарий, аудитор, гроссмейстер апостолического дворца), к светским — гроссмейстер Св. госпиции, верховный гофмейстер, верховный шталмейстер и генерал-почтмейстер.
Наряду с этими придворными чинами папского двора стояли и наследственные чины (князья Колонна и Орсини — ассистенты престола, князь Киджи — маршал римской церкви и страж конклава), а также начальники папской гвардии.

## Порядок предшествования

### Сановники, коллегии иординарии
- 1) Священная Коллегия Кардиналов;
- 2) Патриархи, архиепископы-примасы, архиепископы и епископы, помогающие при Папском Троне;
- 3) Вице-камерленго Святой Римской Церкви (прелат Фьоккетто);
- 4) Князь-помощник Папского Трона: два члена семейств Колонна и Орсини соответственно представляли римскую знать; эти семейства были обозначены для этой роли римским папой Юлием II и занимали этот пост по очереди, чтобы помогать папскому трону в период церемоний;
- 5) Генеральный аудитор Преподобной апостольской палаты (прелат ди Фьоккетто);
- 6) Генеральный казначей Преподобной апостольской палаты (прелат ди Фьоккетто);
- 7) Мажордом Его Святейшества (прелат Фьоккетто): руководитель ответственный за Апостольский дворец, также ответственный за организацию церемоний и папские аудиенции;
- 8) Министр внутренних дел;
- 9) Секретарь Священных конгрегаций вместе с Секретарем Верховного Священного Трибунала Апостольской Сигнатуры, декан Трибунала Священной Римской Роты;
- 10) Архиепископы и епископы, не помогающие при Папском Троне;
- 11) Коллегия Апостольских протонотариев (прежде известные как «Notarii in Urbe» (нотарии в городе));
- а) Общие протонотарии;
- б) Внештатные протонотарии;
- в) Протонотарии «ad instar»;
- г) Титулярные протонотарии;
- 12) Архимандрит Святого Спасителя;
- 13) Коммендаторе Святого Духа: директор Ospedale di Santo Spirito in Sassia;
- 14) Регент Апостольской Канцелярии;
- 15) Аббат «nullius» Монтекассино;
- 16) Генеральные аббаты и регулярные каноники монашеских орденов;
- 17) Генералы и генеральные викарии нищенствующих орденов;
- 18) Римский магистрат;
- 19) Великий магистр Священного Апостольского Странноприимного Дома;
- 20) Аудитор прелатов Трибунала Священной Римской Роты;
- 21) Магистр Священного дворца (папский богослов, традиционно принадлежит к доминиканскому ордену);
- 22) Прелат клириков Преподобной Апостольской Палаты (администраторы временных товаров Церкви);
- 23) Прелаты-выборщики Верховного Священного Трибунала Апостолической Сигнатуры;
- 24) Аббревиаторы Parco Maggiore;
- 25) Священники, помогающие в алтаре
- 26) Церемониймейстеры;
- 27) Альтернативный магистр Священного дворца (в его отсутствии);
- 28) Участвующие тайные камергеры;
- 29) Внештатные Камергеры и почётные Камергеры, одетые в фиолетовое;
- 30) Коллегия Адвокатов Священной Консистории (наблюдение за вопросами имеет дело в консистории);
- 31) Частное, почётное и общинное духовенство Его Святейшества;
- 32) Частное духовенство Его Святейшества
- 33) Генеральные экономы нищенствующих орденов;
- 34) Апостольский проповедник;
- 35) Исповедник Папского Дома;
- 36) Коллегия поверенных Священных Апостольских дворцов (порученные с поддержкой дел перед Трибуналом Священной Римской Роты и защитой бедных).

### Священники и служащие
- 37) Монсеньор Ризничий Его Святейшества: викарий папы римского для Ватикана, его епархии;
- 38) Каноники патриарших базилик, которые обслуживают священники, посвященные на мессе в Папской капелле;
- 39) Тайные камергеры, члены коллегии папских церемониймейстеров;
- 40) Папская Музыкальная Капелла: прежде « Schola Cantorum» основанная папой римским Григорием I, чтобы сопровождать папские церемонии и реформировалась несколько раз (его наиболее известный «вечный директор» был Лоренцо Перози);
- 41) Подризничий;
- 42) Духовенство Папской Капеллы:
- а) Участвующие клирики;
- б) Внештатные клирики;
- 43) Субдиакон аколитов: перенос свечей в процессиях;
- 40) Магистр остиариев «Virga Rubea»
- 41) Хранитель Святой Диадемы
- 42) Жезлоносец: неся серебряные жезлы, символ власти, в церемониях:
- а) Участвующие;
- б) Внештатные;
- 43) Апостольский курьеры: швейцары, которые включающую доставить документы с печатью мажордома (от кого они непосредственно зависят) к постоянному месту жительства.

## Упраздненные службы и посты Папского двора
- Апостольская канцелярия
- Канцлер Римско-католической церкви
- Священная конгрегация церемониала
- Апостольская Датария